# Wojciech Lubieniecki (zm. po 1542)
Wojciech Lubieniecki herbu Rola (zm. po 1542 roku) – miecznik brzeskokujawski w latach 1508-1535.
Poseł na sejm krakowski 1523 roku, sejm piotrkowski 1523 roku, sejm piotrkowski 1524/1525 roku z województwa brzeskokujawskiego.